# Elim Chan
Elim Chan (en chino: 陳以琳; Hong Kong, 18 de noviembre de 1986) es una directora de orquesta. Elim Chan es directora titular de la Orquesta Sinfónica de Amberes desde la temporada de conciertos 2019-2020, así como directora invitada principal de la Real Orquesta Nacional de Escocia desde la temporada 2018-2019.

## Estudios
Elim Chan formó parte de un coro infantil en Hong Kong y empezó a tocar el piano a los seis años. Obtuvo una Licenciatura en Música en el Smith College de Massachusetts. Continuó sus estudios en la Universidad de Míchigan, donde fue directora musical de la Orquesta Sinfónica del Campus de la Universidad de Míchigan y de la Michigan Pops Orchestra. Completó su máster y su doctorado en dirección de orquesta y se graduó como directora en 2014. Elim Chan recibió la Beca de Dirección Bruno Walter en 2013, y en 2015 asistió a las clases magistrales impartidas por Bernard Haitink en Lucerna.

## Carrera musical
En diciembre de 2014, a la edad de 28 años, Elim Chan ganó el Concurso de Dirección Donatella Flick. Como resultado de este galardón, posteriormente fue nombrada directora asistente de la Orquesta Sinfónica de Londres en la temporada de conciertos 2015-2016. En la temporada 20167-20178, formó parte del Programa de Becas Dudamel con la Orquesta Filarmónica de Los Ángeles.
En 2018-2019, Elim Chan se convirtió en la directora invitada permanente de la Real Orquesta Nacional de Escocia, en sustitución de Thomas Søndergård.
Desde la temporada 2019-2020, Elim Chan es la directora titular de la Orquesta Sinfónica de Amberes, con residencia permanente en el Koningin Elisabethzaal (Sala de conciertos Reina Elisabeth) de Amberes. Elim Chan, que ha seguido los pasos, entre otros, de Edo de Waart y Jaap van Zweden, es la directora titular más joven nombrada por la Orquesta Sinfónica de Amberes.
Asimismo, Elim Chan ha colaborado como directora invitada con la Orquesta del Teatro Mariinsky, la Orquesta Filarmónica de Hong Kong, la Orquesta Sinfónica de Londres, la Koninklijk Concertgebouworkest, la Orquesta Filarmónica de Luxemburgo, la Orquesta Philharmonia, la Real Orquesta Filarmónica de Liverpool, la Orquesta Sinfónica de la Radio de Frankfurt, la Orquesta Nacional de Lyon, la Orquesta Filarmónica de Róterdam, la Orquesta Sinfónica de Houston y la Academia de Música del Oeste.
Asimismo, dirigió la Orquesta del Centro Nacional de las Artes de Ottawa y la Orquesta de la Francophonie, como parte del NAC Summer Music Institute en 2012, donde colaboró con Pinchas Zukerman. Participó en el Festival Musical Olympus celebrado en San Petersburgo y asistió a varios talleres con la Orquesta Cabrillo Festival y la Orquesta Sinfónica de Baltimore (con Marin Alsop, Gerard Schwarz y Gustav Meier).

## Vida privada
Elim Chan está comprometida con el percusionista holandés Dominique Vleeshouwers, que en 2020 recibió el Nederlandse Muziekprijs (Premio de la Música Holandesa).